# マクシミリアン・フォン・ザクセン (1759-1838)

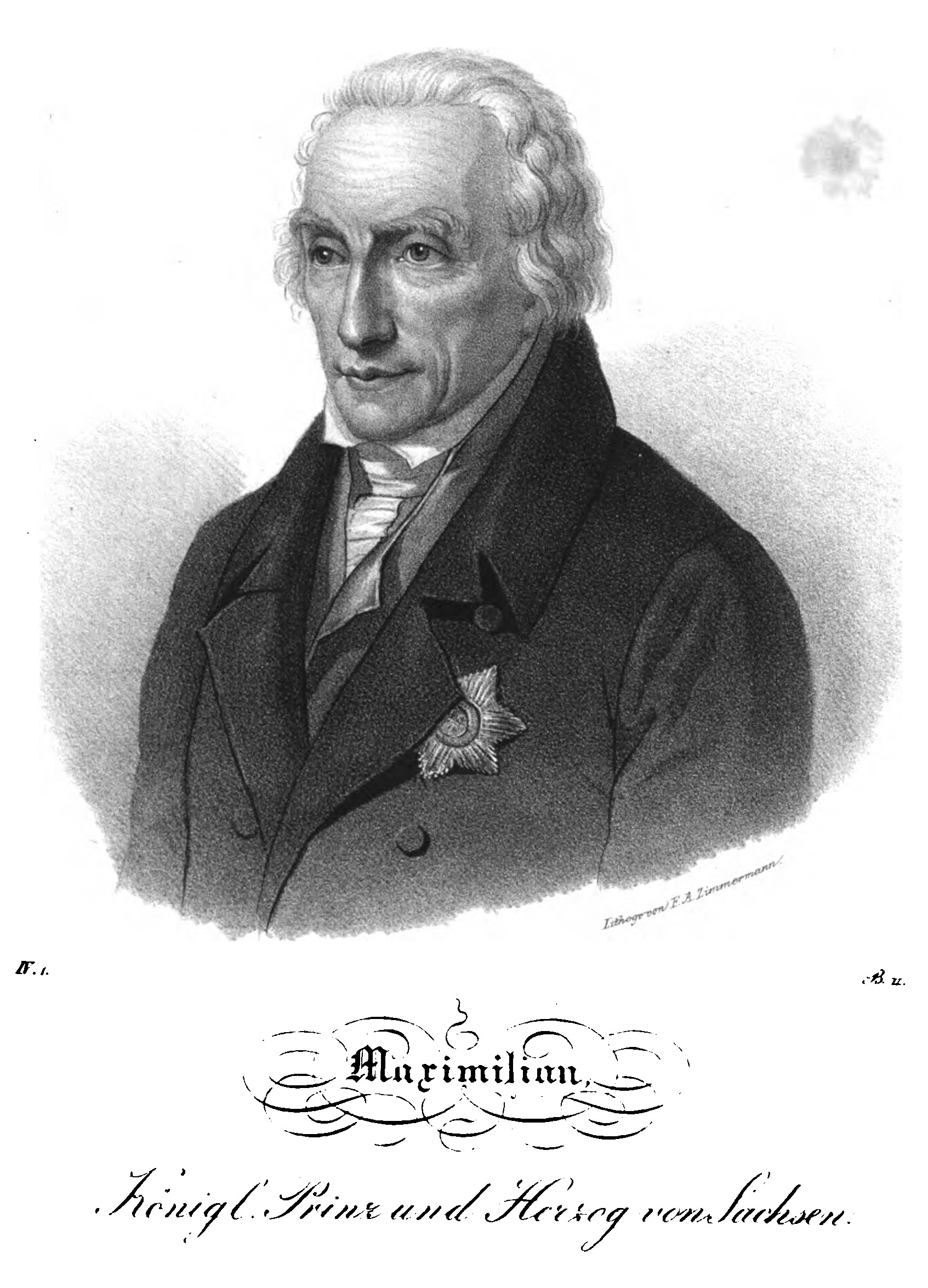
マクシミリアン、1839年の石版画

マクシミリアン・フォン・ザクセン（Maximilian von Sachsen, 1759年4月13日 - 1838年1月3日）は、ザクセン王国の王太子（1827年 - 1830年）。全名はマクシミリアン・マリア・ヨーゼフ・アントン・ヨハン・バプティスト・ヨハン・エヴァンゲリスタ・イグナツ・アウグスティン・クサーヴァー・アロイス・ヨハン・ネポムク・ヤヌアー・ヘルメネギルト・アグネルス・パスカリウス・フォン・ザクセン（Maximilian Maria Joseph Anton Johann Baptist Johann Evangelista Ignaz Augustin Xaver Aloys Johann Nepomuk Januar Hermenegild Agnellus Paschalis von Sachsen）。

## 生涯
ザクセン選帝侯（当時は世子）フリードリヒ・クリスティアンとその妃であった神聖ローマ皇帝兼バイエルン選帝侯カール7世の娘マリア・アントーニアの間の六男として生まれた。実質的な三男であるが、末息子であるためザクセン選帝侯家を継ぐ可能性は非常に低かった。ところが2人の兄、フリードリヒ・アウグスト3世およびアントンには男子がなく、しかも兄たちの子供はフリードリヒ・アウグストの娘マリア・アウグスタを除いて全員が夭折しており、マクシミリアンが選帝侯家を継ぐことは1800年頃にはほぼ確実になった。1806年、ザクセン選帝侯領はザクセン王国に昇格し、マクシミリアンはザクセン王子の称号を得た。
1827年に次兄アントンがザクセン王位を継ぐと、マクシミリアンは王太子となった。ところが1830年にフランスで起きた7月革命の煽りを受けてザクセンでも革命騒乱が起きると、マクシミリアンは王位継承権を放棄して王太子の地位を長男のフリードリヒ・アウグストに譲った。マクシミリアンは王太子を退いて8年後、息子が王位に就いて2年後の1838年、78歳で世を去った。

## 子女
1792年、マクシミリアンはパルマ公フェルディナンドの娘カロリーナと結婚し、8人の子女をもうけた。カロリーナは1804年に亡くなった。
1. マリア・アマーリア・フリーデリケ・アウグスタ・カロリーナ・ルドヴィカ・ヨーゼファ・アロイジア・アンナ・ネポムツェーナ・フィリッピーナ・ヴィンツェンティア・フランツィスカ・デ・パウラ・フランツィスカ・デ・シャンタル（英語版）（1794年 - 1870年）
2. マリア・フェルディナンダ（1796年 - 1865年） - 1821年、トスカーナ大公フェルディナンド3世と結婚
3. フリードリヒ・アウグスト2世（1797年 - 1854年） - ザクセン王
4. クレメンス・マリア・ヨーゼフ・ネポムク・アロイス・ヴィンツェンツ・クサーヴァー・フランツ・デ・パウラ・フランツ・デ・ヴァロワ・ヨアヒム・ベンノ・フィリップ・ヤーコプ（1798年 - 1822年）
5. マリア・アンナ・カロリーナ（1799年 - 1832年） - 1817年、トスカーナ大公レオポルド2世と結婚
6. ヨハン（1801年 - 1873年） - ザクセン王
7. マリア・シャルロッテ（1802年 - 1804年）
8. マリア・ヨーゼファ（1803年 - 1829年） - 1819年、スペイン王フェルナンド7世と結婚

1825年、マクシミリアンはエトルリア王ルドヴィーコ1世の娘で、先妻カロリーナの姪にあたるマリーア・ルイーザ・カルロッタと再婚した。新妻はマクシミリアンより43歳も年下だった。2人の間に子供はなかった。